# Kunino Point
Der Kunino Point (englisch; bulgarisch нос Кунино nos Kunino) ist eine felsige Landspitze der Blagoewgrad-Halbinsel an der Oskar-II.-Küste des Grahamlands auf der Antarktischen Halbinsel. Sie bildet den südlichen Ausläufer eines 2,4 km langen und 2 km breiten Gebirgskamms am Nordufer des Exasperation Inlet und liegt 10,25 km östlich des Caution Point, 8,9 km westlich des Foyn Point sowie 35 km nördlich des Kap Disappointment. Die Landspitze wurde durch das Aufbrechen des Larsen-Schelfeises im Jahr 2002 sichtbar.
Die bulgarische Kommission für Antarktische Geographische Namen benannte sie 2012 nach der Ortschaft Kunino im Nordwesten Bulgariens.